# 纱厂路街道
纱厂路街道，是中华人民共和国河南省安陽市殷都区下辖的一个乡镇级行政单位。

## 行政区划
纱厂路街道下辖以下地区：
南社区、北社区、新村社区和大司空村。